# Juan Carlos Franco
Juan Carlos Franco (17 aprile 1973) è un ex calciatore paraguaiano.